# تشان تشان ياكي
تشان تشان ياكي (باليابانية: ちゃんちゃん焼き) طبق ياباني تقليدي من سمك السلمون المشوي مع الخضروات. يعود أصله إلى بلدات صيد تقع في جزيرة هوكايدو شمالي اليابان. 
وحسب التقاليد المحلية فإن الصيادين يتجمعون في الشاطئ ويطهون قطعة عملاقة من السلمون الطازج والخصراوات في صفيحة كبيرة من الحديد لإعداد كمية تكفي لنحو 10 أشخاص. 

## أصل التسمية
الاسم مشتق من «تشان تشان» وهو تعبير ياباني يعني «بسرعة كبيرة» وتعكس التسمية سرعة تحضير هذا الطبق. وهناك تفسير آخر يقول إن الاسم مستقى من صوت القرقعة «تشان تشان» الصادر عن الصفيحة عندما ترتطم بالملاعق المعدنية أثناء عملية الطهي.

## المكونات
- سمك السلمون
- بطاطس
- الملفوف
- البصل
- الفطر

ولتحضير الصلصة:
- معجون الميسو
- السكر
- ماء
- الزبدة
- القليل من الملح والفلفل والزيت

## طريقة الطهي
- نكهوا شرائح السلمون بالملح والفلفل.
- حضروا حبة البطاطس عن طريق تقشيرها وتقطيعها طوليا إلى النصف وتبخيرها لمدة 15 دقيقة.
- قطعوا الملفوف إلى مربعات مساحة كل منها 3 سنتيمترات. قطعوا البصل باتجاه معاكس للألياف إلى شرائح سمكها سنتيمتر واحد.
- قطعوا البطاطس المبخرة إلى شرائح عرضها سنتيمتر واحد.
- بالنسبة لأنواع الفطر ذات القبعات العريضة مثل الشيتاكيه تخلصوا من نهايات السيقان وقطعوها إلى النصف. أما بالنسبة لأنواع الفطر التي على شكل عناقيد مثل شيميجي، تخلصوا من نهايات الجذور وافصلوها إلى عناقيد أصغر.
- لتحضير معجون الميسو، ضعوا الميسو في إناء صغير وامزجوه جيدا مع السكر. أضيفوا إليه نصف كمية الماء واخلطوا حتى تختفي كتل الميسو ثم كرروا العملية مع ما تبقى من الماء.
- في مقلاة كبيرة، سخنوا القليل من الزيت وضعوا فيها شرائح السلمون بحيث تكون جهة الجلد في الأعلى. اطهوها على نار متوسطة. عندما تتحمر بشكل خفيف من جهة اقلبوها وأطفئوا النار.
- ضعوا قطعا صغيرة من الزبدة حول الشرائح وأتبعوها بشرائح البصل والبطاطس والفطر والملفوف. اسكبوا معجون الميسو فوف الكل.
- ضعوا قطعة من ورق الألومنيوم على المقلاة. اضغطوا عليها من جهة الحافة الداخلية احرصوا على ألا تكون هناك أي فتحة يتسرب منها البخار.
- أوقدوا النار مجددا. خفضوا مستوى النار عندما تسخن المقلاة واطهوا المكونات على البخار لمدة 10 دقائق.
- ضعوا المقلاة على المائدة كما هي وقدموا الوجبة مباشرة للأكل.